# آهای تو
آهای تو (به انگلیسی: Hey You) آهنگی از گروه موسیقی پراگرسیو راک پینک فلوید است که در آلبوم ۱۹۷۹ آنها با نام دیوار قرار دارد. این آهنگ توسط راجر واترز نوشته شده‌است.
این آهنگ، آهنگ آغازین دیسک دوم آلبوم دیوار است. در فیلم دیوار به همراه آهنگ «نمایش باید ادامه یابد» قرار نگرفت.

## داستان
پینک بعد از تکمیل دیوار و پناه بردن به انزوا، در می‌یابد که کار او اشتباه بوده و نباید دیواری بین خود و جهان خارج می‌ساخت. اکنون از شنونده (یا هر کسی که بیرون دیوار است و صدای او را می‌شنود.) می‌خواهد تا اگر می‌توانند، به او کمک کنند تا از دیوار ذهنی خودساخته‌اش، رها شود، اما کسی نیست که به او کمک کند. راجر واترز در نقش راوی می‌گوید:
اما همه‌ش خیالات بود.
همانطور که می‌بینید، دیوار خیلی بلند بود

و کِرم‌ها، درون مغزش را خوردند
و صدای وزو مانندی را با سینت سایزر می‌شنویم، مانند این که کرم‌ها درون مغزمان هستند. پینک با درماندگی به درخواست کمک ادامه می‌دهد تا در آخر آهنگ جمله تاثیر گذاری می‌گوید:
با هم می‌ایستیم، بدون هم سقوط می‌کنیم.
خود پینک به این نتیجه رسیده است که جدایی از دیگران و فرورفتن در دیوار تنهایی و انزوا چقدر می‌تواند برایش گران تمام شود.

## سازندگان و نوازندگان
- راجر واترز - خواننده
- دیوید گیلمور - خواننده ، گیتار الکتریک،گیتار بیس،گیتار آکوستیک
- ریچارد رایت - ارگ هموند،پیانو،سینث‌سایزر
- نیک میسن - درام